# Bandeira da Federação Internacional de Futebol
A Bandeira da Federação Internacional de Futebol é um dos símbolos oficiais da FIFA.

## História

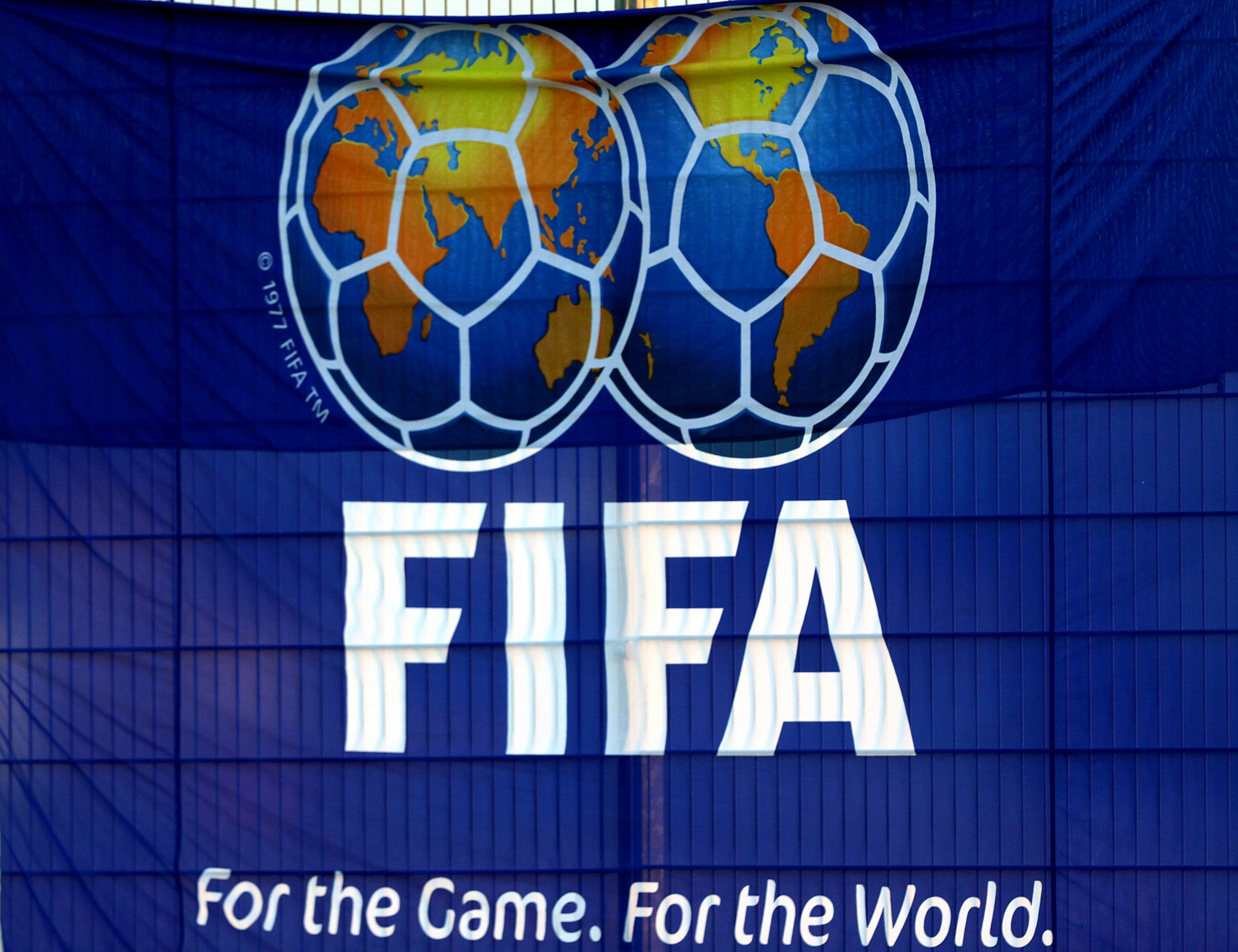
Bandeira usada entre 2007 e 2009.

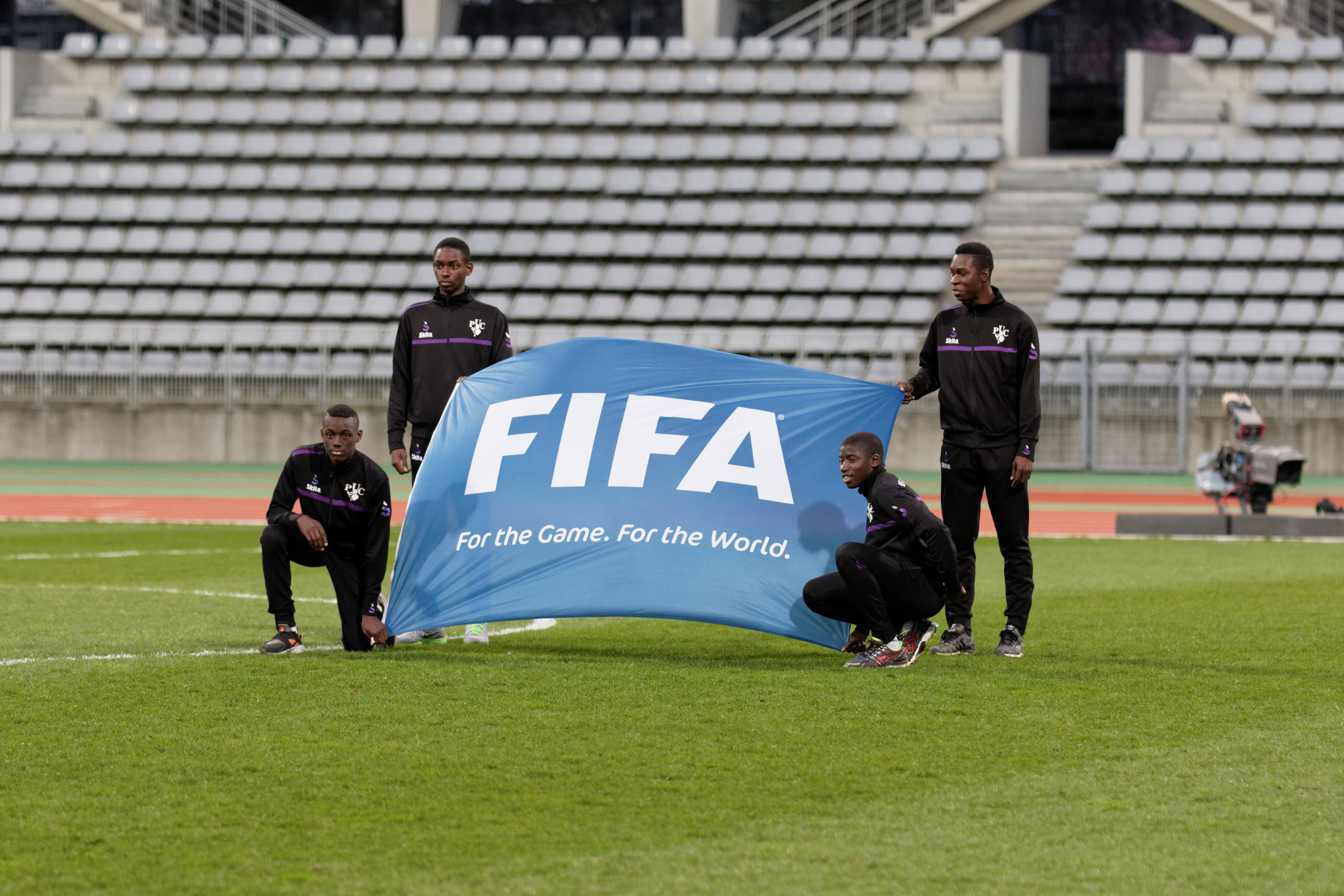
Penúltima versão da bandeira, na qual constavam os dizeres "For the Game. For the World". Na foto, a bandeira usada no amistoso entre Mali e Gana, no Stade Sébastien Charléty, em 31 de março de 2015.

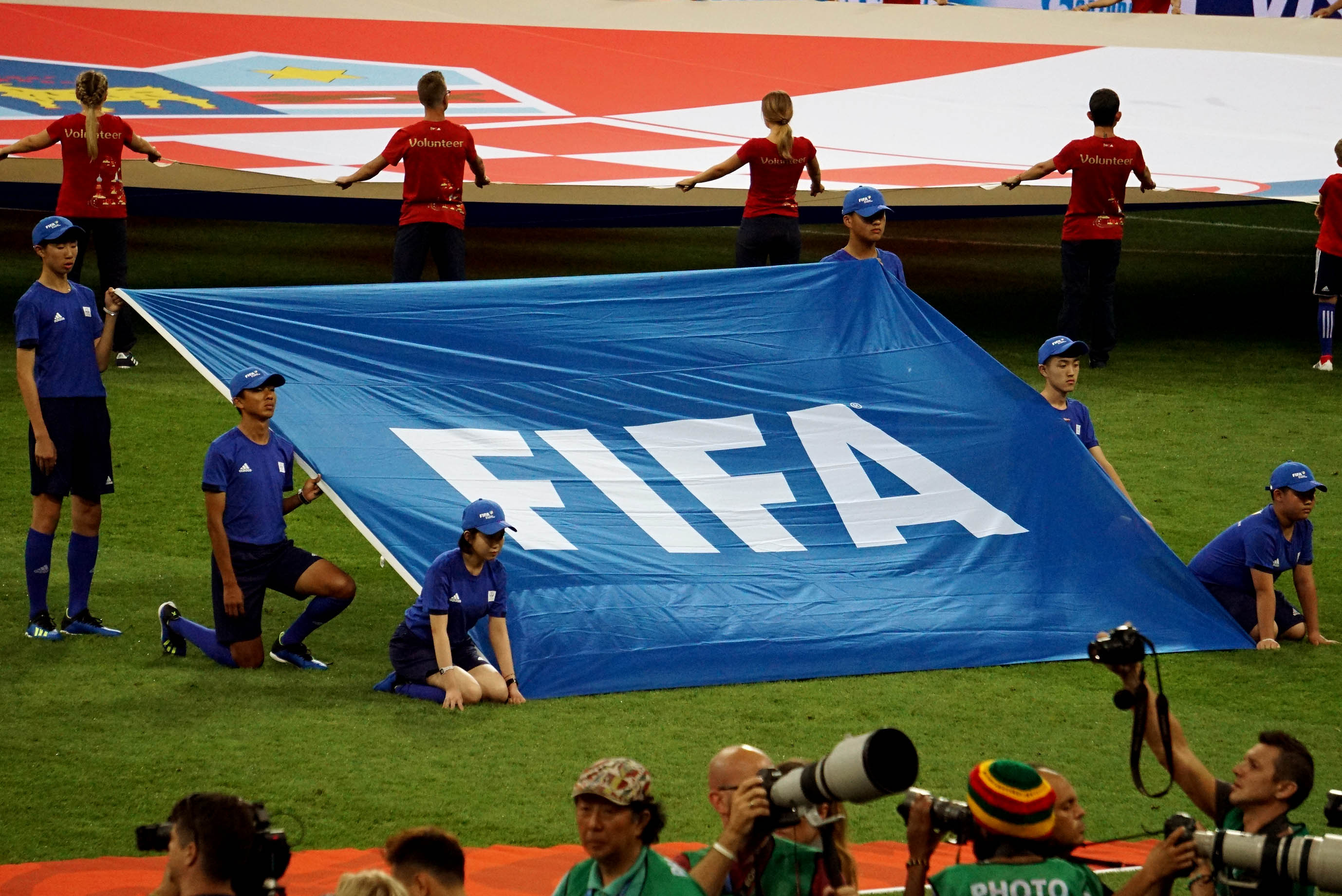
Versão atual da bandeira da FIFA. Na foto, a bandeira usada na partida da Copa do Mundo FIFA de 2018 entre Rússia e Croácia, em 7 de julho de 2018, no Estádio Olímpico de Fisht.

A primeira versão da bandeira era um campo azul com dois globos marcados com o contorno de uma bola de futebol Adidas Telstar e a inscrição "FIFA" logo abaixo.
Desde junho de 2009, durante o 59º congresso da FIFA, realizado em Nassau, Bahamas, uma primeira versão da bandeira usada atualmente foi hasteada. Ainda no mesmo mês, essa bandeira foi hasteada durante a Copa das Confederações FIFA de 2009, na África do Sul. Durante a Copa do Mundo FIFA Sub-20 de 2009 no Egito, esta bandeira também foi usada. A bandeira possuía um campo azul (cor FIFA) com as iniciais da organização em branco acima do lema "For the Game. For the World." (em português "Pelo jogo. Pelo mundo") também em branco. Em relação às bandeiras anteriores, os globos foram retirados.
A bandeira atual foi oficializada durante o 68º congresso da FIFA, realizado em Moscou. Assim, foi hasteada como bandeira oficial pela primeira vez durante a cerimônia de abertura da Copa do Mundo FIFA de 2018 em Moscou, na Rússia e tem sido usada desde então.
Em 25 de abril de 2019, a Secretária Geral da FIFA, Fatma Samoura, por meio de um ofício circular para as associações-membro da FIFA determinou que, para garantir que a marca FIFA e suas marcas para o novo lema "Living Football" sejam exibidas de forma consistente em todo o mundo, cada associação membro receberia novas bandeiras. As bandeiras antigas da FIFA deveriam ser removidas e substituídas por novas o mais rápido possível. A frase "For the Game. For the World." não será mais usada pela FIFA e, portanto, não deveria mais ser exibida.

## Características
Seu desenho consiste em um retângulo de proporção largura-comprimento de 2:3, na cor azul com a logomarca branca da organização no centro.

## Usos
A bandeira da FIFA e as bandeiras do país-sede e de ambas as associações concorrentes devem ser hasteadas no estádio em todas as partidas.
Por meio do Ofício Circular nº 610, que foi enviado às associações nacionais membros da FIFA em 24 de março de 1997, foram oficialmente divulgados os critérios para hastear bandeiras em jogos internacionais. Para partidas envolvendo seleções da categoria A, a bandeira da FIFA, a bandeira do país das equipes A e B serão hasteadas, bem como a do país, região ou cidade em que a partida está sendo disputada. Para jogos internacionais organizados pelas confederações, envolvendo equipes nacionais ou de clubes, a bandeira da confederação em questão também é hasteada. Os representantes da FIFA, o árbitro e os árbitros assistentes são identificados como tal pela bandeira da FIFA. Consequentemente, as bandeiras nacionais de seus respectivos países não são hasteadas.